# Edwin Rosskam

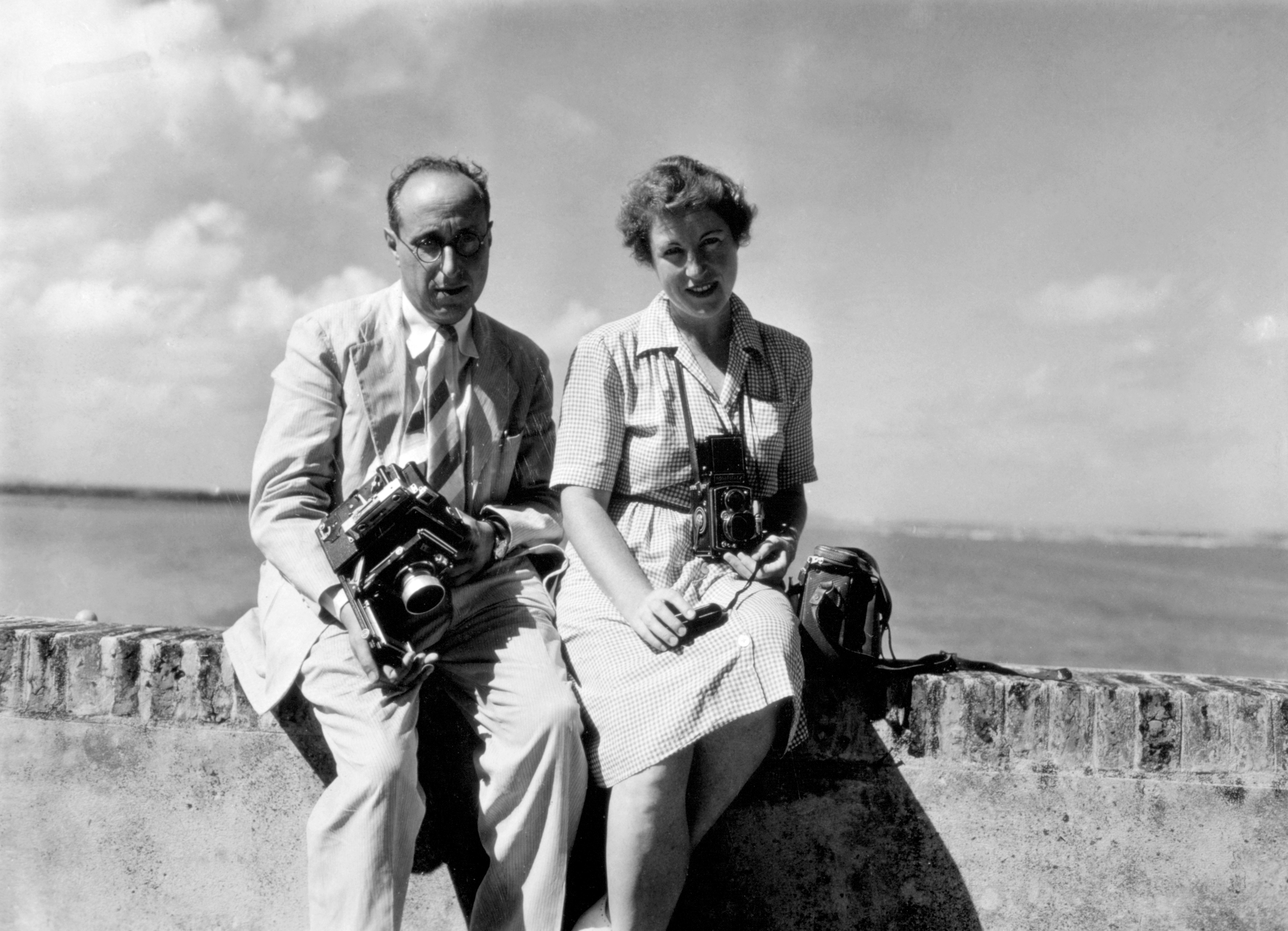
Edwin und Louise Rosskam

Edwin Rosskam: Work done at home in the needlework industry, Ponce, Puerto Rico, Januar 1938

Edwin Rosskam (* 1903 in München; † 1985) war ein US-amerikanischer Fotograf, Schriftsteller und Bildredakteur. Er ist bekannt für seine dokumentarische Arbeiten in den 1930er und 1940er Jahren, insbesondere im Rahmen der Farm Security Administration (FSA). Edwin Rosskam war Mitglied der New Yorker Photo League, die sich der fotografischen Dokumentation des Lebens in den Arbeitervierteln widmete. 1936 gegründet, bot ihren Mitgliedern Ausbildung, Ausstellungsräume und eine Plattform für den Austausch über soziale und kreative Themen. wurde sie 1951 bereits wieder aufgelöst, nachdem sie während der McCarthy-Ära auf die schwarze Liste des US-Justizministeriums gesetzt worden war. Trotzdem spielte sie eine wichtige Rolle bei der Entwicklung der sozialdokumentarischen Fotografie in den USA.

## Leben
Edwin Rosskam wurde in Deutschland als Sohn amerikanischer Eltern geboren. Nach dem Ersten Weltkrieg emigrierte er 1919 als Jugendlicher in die Vereinigten Staaten, wo er ein Jahr am Haverford College verbrachte und anschließend an der Pennsylvania Academy of the Fine Arts Malerei und Zeichnen studierte. Seine Bilder wurden dort, auf der Carnegie International und in Einzelausstellungen in Paris gezeigt. In den 1920er Jahren lebte er mit anderen amerikanischen Künstlern und Schriftstellern, die im Ausland lebten, in Paris. Dort unterstützte ihn das Musée de l’Homme in Zusammenarbeit mit den European Press Syndicates bei einem dreieinhalbjährigen Aufenthalt in Französisch-Polynesien, wo er schrieb und fotografierte. Ende der 1930er Jahre arbeitete er für die Zeitschriften Life und Look in Puerto Rico. Sein Roman The Alien basiert auf seinen Erfahrungen dort. 1938 arbeitete Edwin Rosskam für Roy Stryker als Spezialist für visuelle Hilfsmittel, entwarf Layouts für die Farm Security Administration (FSA) und fotografierte für Strykers Standard Oil Project. Er durchforstete die FSA-Akten nach Fotografien, die während der Großen Depression aufgenommen worden waren, und übernahm die künstlerische Leitung von Richard Wrights Buch 12 Million Black Voices (1941). Edwin Rosskam und seine Frau und Fotografenkollegin Louise traten im Herbst 1947 der Photo League bei, zusammen mit John Vachon und Jack Delano, die ebenfalls für die FSA arbeiteten. 1948 veröffentlichten die Edwin Rosskams Towboat River, ein Buch über die Flüsse Mississippi und Ohio, das sie mit ihren Fotografien illustrierten.
Edwin Rosskam war auch als Autor und Herausgeber tätig und veröffentlichte mehrere Bücher, die auf seiner fotografischen Arbeit basierten. Seine Fotografien sind heute in den Sammlungen verschiedener Museen und Institutionen vertreten, darunter das Jewish Museum in New York.

## Werk
Edwin Rosskams fotografischer Stil zeichnet sich durch eine einfühlsame und authentische Darstellung des amerikanischen Lebens in den 1930er und 1940er Jahren aus. Seine Arbeiten für die FSA und die Photo League spiegeln ein tiefes soziales Engagement und den Wunsch wider, die Lebenswirklichkeit der Menschen unverfälscht darzustellen. Durch seine Tätigkeit als Autor und Herausgeber trug er auch dazu bei, die Bedeutung der Dokumentarfotografie in den Vereinigten Staaten zu fördern.